# Битва при Тампико (1829)
Битва при Тампико (исп. Batalla de Tampico), также известная как Экспедиция Баррады (исп. Expedición Barrada) — серия вооружённых столкновений между войсками Первой Мексиканской Республики под командованием Санта-Анны и Испанской империи под командованием Исидро Баррады, продолжавшиеся с 26 июля по 11 сентября 1829 года, во время второй попытки Испании восстановить контроль над Мексикой. В битве Мексика одержала свою последнюю громкую победу над Испанией.

## Предыстория
В 1810-х годах в испанской колонии Новая Испания вспыхнула серия восстаний, нанёсших серьёзный ущерб испанской власти в колониальной Мексике. В конечном итоге многие из различных фракций решили, что «Новая Испания должна стать независимой от Испании». Хотя Испанской империи первоначально удалось подавить восстание, к концу 1810-х годов мексиканские революционеры установили контроль над большей частью колонии. После подписание Кордовского договора в 1821 году Мексика получила фактическую независимость, однако испанское правительство отказалось признать легитимность договора; испанские военные гарнизоны оставались в Мексике до 1825 года, а испанский флот использовал близлежащий остров Куба в качестве плацдарма для нападения на мексиканские суда в Мексиканском заливе.
Ещё в 1822 году испанские военачальники задумали отвоевать Мексику. Ранние планы были отложены из-за того, что либеральная фракция держала власть в испанском парламенте, хотя к 1823 году власть испанского престола была восстановлена, и планы вторжения начались всерьёз. Потенциальными точками высадки вторжения были Веракрус, Кампече, Тампико или полуостров Юкатан. Планы вторжения предусматривали участие от нескольких тысяч до 25 тыс. солдат и часто включали добавление испанских добровольцев, недавно изгнанных из Мексики. Многие испанские планировщики думали, что мексиканское население не поддержит мексиканское правительство, и поэтому болезни (особенно жёлтая лихорадка) и расстояние считались самыми большими препятствиями для любого вторжения.
Приказ о вторжении в Мексику был подписан королём Испании Фердинандом VII в апреле 1829 года. Планирование вторжения проводилось в летние месяцы в Гаване, где был собран флот, который в конечном итоге решил высадиться в порту Тампико. 5 июля из Гаваны отплыли силы вторжения под предводительством генерала Исидро Баррады из нескольких военных кораблей, 15 кораблей снабжения и 3500 человек. Флоту потребовалось три недели, чтобы добраться до побережья Мексики, где он был рассеян ураганом и вместо этого приземлился в Кабо-Рохо, недалеко от Тампико.
Мексиканские официальные лица впервые узнали о слухах о вторжении в начале 1829 года из мексиканского консульства в Новом Орлеане. В то время как испанские силы вторжения прибыли с Кубы, мексиканское правительство предприняло усилия по укреплению своей береговой обороны.

## Ход битвы
26 июля 1829 года испанцы высадились на Кабо-Рохо и к 29 июля начали наступление на Тампико. В течение следующих нескольких дней армия продвигалась на север вдоль побережья, время от времени вступая в стычки с мексиканскими войсками. 2 августа новости о высадке испанцев достигли правительства Мексики, что побудило его призвать губернаторов Мексиканских штатов собрать ополченцев. Поскольку испанцы не установили военно-морскую блокаду, мексиканский генерал Антонио Лопес де Санта-Анна смог отплыть на север от Веракруса с 1000 человек для подкрепления Тампико. Сам город Тампико был эвакуирован мексиканскими властями, чтобы гарантировать, что испанцы не смогут вербовать коллаборационистов из города.
Баррада продолжал наступление до начала августа, выиграв небольшие стычки с мексиканскими войсками и захватив Тампико-Альто. Испанцы достигли Тампико 5 августа и вскоре после этого заняли порт, но за это время мексиканские войска успели эвакуироваться и лишить город всех припасов. После вывода мексиканские войска сосредоточились в городе Альтамира, чтобы дождаться новых подкреплений. 11 августа туда прибыл Санта-Анна, переместив мексиканскую армию к устью реки Пануко, к северу от Тампико. 15 августа Баррада приказал испанскому флоту отправиться на Кубу для сбора подкреплений и начал отправлять отряды за продовольствием в близлежащую сельскую местность, что привело к стычкам с тамошними частями мексиканских сил. На следующий день 1800 испанских солдат двинулись на север, в сторону Альтамиры в поисках припасов, но их продвижение было остановлено мексиканскими застрельщиками, а в Альтамире никаких припасов не было обнаружено. Санта-Анна контратаковал в ночь на 20 августа, безуспешно пытаясь проникнуть на испанские позиции, но впоследствии был вынужден отступить.
Мексиканское подкрепление продолжало прибывать в течение следующих нескольких дней, пока испанцы строили форт на левом берегу реки Пануко. Баррада продолжал проводить разведочные атаки на мексиканские позиции, но не смог прорваться в сельскую местность. 7 сентября большая мексиканская дивизия численностью 5000 человек прибыла для подкрепления Санта-Анны, в то время как армия Баррады сильно истощалась из-за болезней и отсутствия снабжения. 8 сентября Санта-Анна потребовал, чтобы Баррада безоговорочно сдался, но испанский генерал отказался. 9 сентября сильный шторм разрушил обе армии, затопив земляные валы и заставив многих мексиканских ополченцев дезертировать; на следующий день Санта-Анна приказал атаковать своим профессиональным войскам испанский форт на берегу реки, которая была отбита. В результате мексиканцы потеряли 127 убитыми и 191 раненым, в то время как испанцы потеряли 104 убитыми и 66 ранеными. В 15:00 того же дня младшие испанские офицеры решили подготовить акт о капитуляции, который Баррада ратифицировал. По условиям капитуляции испанская армия сдала своё оружие, получила возможность безопасного прохода обратно на Кубу и была обязана подписать клятву «не поднимать оружие против Мексики в будущем». Вскоре после этого Баррада отправился в Новый Орлеан, чтобы обеспечить транспортировку армии обратно на Кубу, а Санта-Анна был провозглашён героем в Мексике.

## Последствия
Битва при Тампико была последней крупной конфронтацией между Мексикой и Испанской империей, и планы будущего испанского вторжения были прерваны политической ситуацией в Испании. Победа его армии при Тампико сделала Санта-Анну популярным героем в Мексике, и этот статус повлиял на его политическую карьеру. Поражение экспедиции убедило многих в Испании, что Мексика потеряна навсегда, а по некоторым данным это поражение даже побудило Испанию занять более примирительную позицию по отношению к Мексике.